# Неманія
Неманія (Nemania) — рід грибів родини Xylariaceae. Назва вперше опублікована 1821 року.

## Поширення та середовище існування
В Україні зростають неманія об’єднана (Nemania diffusa), неманія повзуча (Nemania serpens).

## Галерея

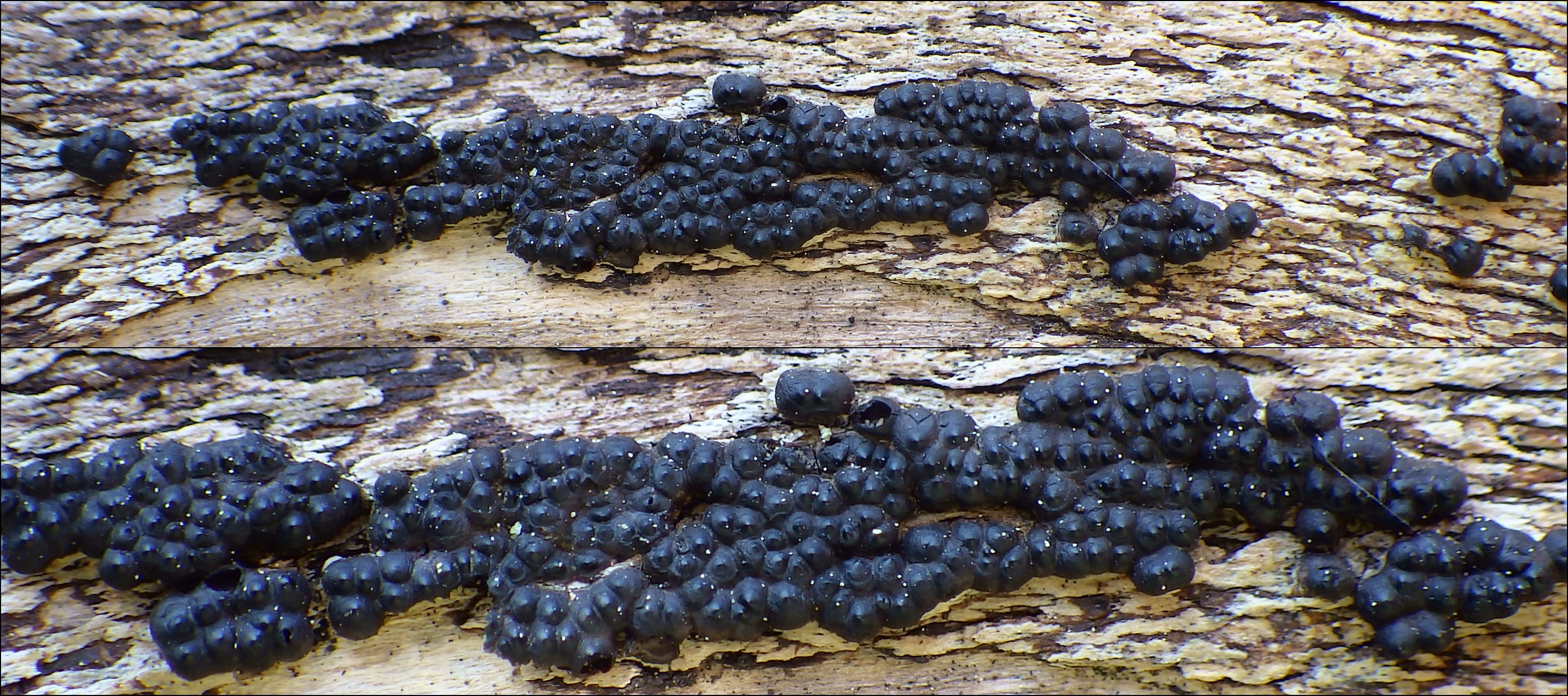
Nemania maritima
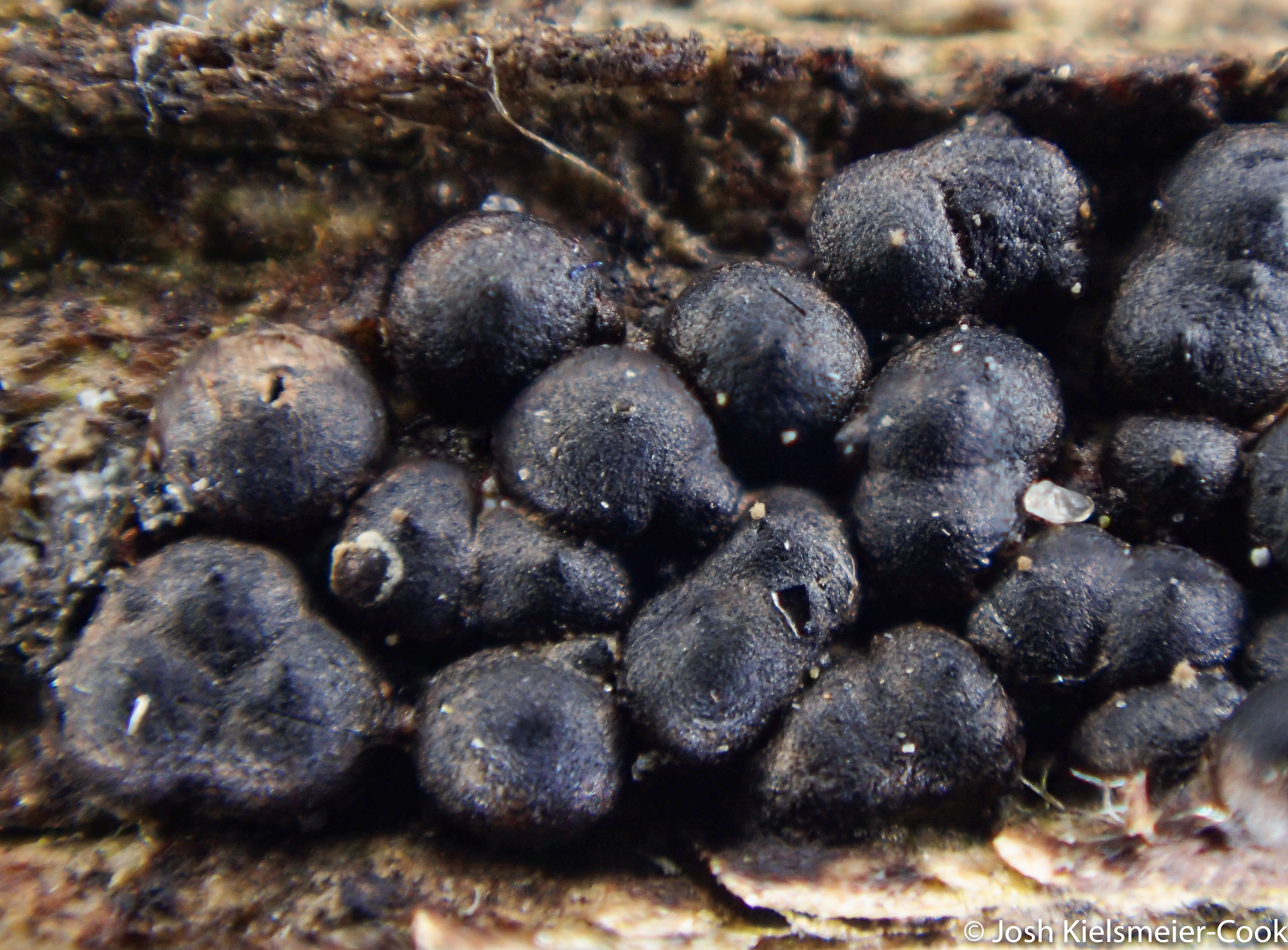
Nemania ravenelii
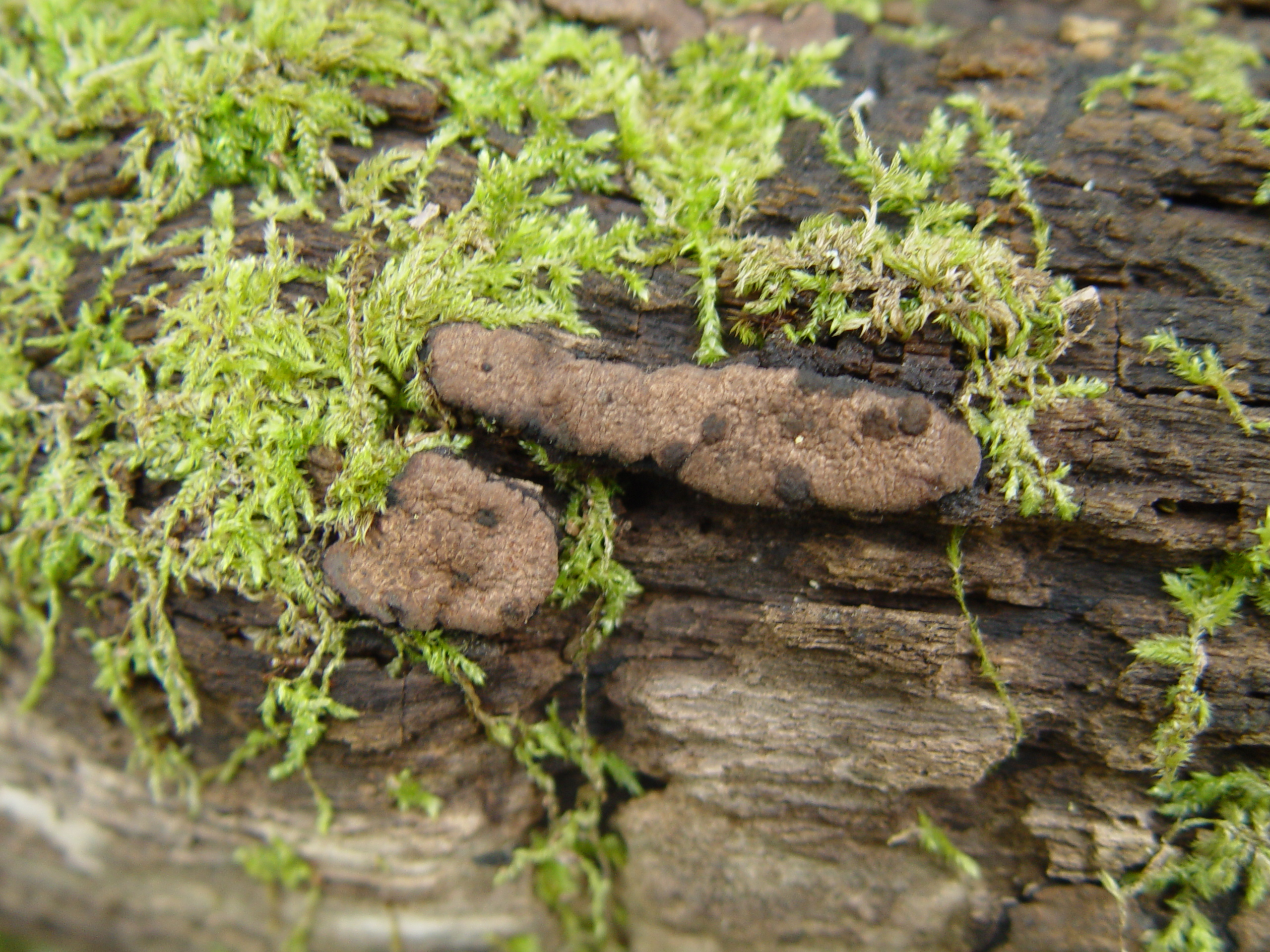
Nemania serpens